# Conrad Blenkle
Conrad Blenkle (auch Konrad Blenkle; * 28. Dezember 1901 in Berlin; † 20. Januar 1943 in Berlin-Plötzensee) war ein deutscher Politiker (KPD) und Widerstandskämpfer gegen den Nationalsozialismus.

## Leben
Als Kind einer sozialdemokratischen Familie geboren, wuchs Conrad Blenkle in der Boppstraße in Berlin-Kreuzberg auf, wo seine Eltern eine Gaststätte hatten.
Ab 1908 besuchte Blenkle die Volksschule, ab 1916 erlernte er den Beruf des Bäckers. 1919 wurde er Mitglied der Freien Sozialistischen Jugend, deren zweiten Vorsitz er 1920 übernahm, und trat im gleichen Jahr in die Kommunistische Partei Deutschlands (KPD) ein. Er war einer der Begründer der Kommunistischen Jugend Deutschlands (KJD) in Berlin-Neukölln und wurde in der Folge in Berlin-Brandenburg Bezirksvorsitzender, weshalb er seinen Beruf als Bäcker aufgab. Im Mai 1924 wurde Blenkle Vorsitzender der KJD, die sich 1925 in Kommunistischer Jugendverband Deutschlands umbenannte. Blenkle führte den Vorsitz viereinhalb Jahre.
Auf dem vierten Weltkongress der Kommunistischen Jugendinternationale (KJI) wurde Blenkle 1924 in das Exekutivkomitee der Organisation in Moskau gewählt, dessen Mitglied er bis 1935 war.
Er heiratete und hatte mit seiner Frau Käte eine Tochter, die im November 1924 geboren wurde.
Im Oktober 1925 wurde Blenkle in das Politbüro des Zentralkomitees der KPD gewählt. Im Zuge der Austragung inhaltlicher Differenzen innerhalb der Führung der KPD musste Blenkle 1928 seine Führungspositionen aufgeben und arbeitete fortan an der Parteibasis. Hintergrund war, dass gegen ihn auch nach der Wittorf-Affäre Zweifel an seiner „unbeirrbaren“ Treue zu Ernst Thälmann bestanden. Von Mai 1928 bis September 1930 war Blenkle Reichstagsabgeordneter der KPD und das jüngste Parlamentsmitglied. Seine parlamentarische Tätigkeit beschäftigte sich vor allem mit der Berufsausbildung Jugendlicher.
Blenkle wurde als Redakteur der KJVD-Zeitung Die junge Garde mehrfach wegen Pressevergehen verfolgt, verurteilt und bestraft. Nach Auflösung des Reichstags ging Blenkle in den Untergrund. Am 4. Februar 1931 wurde er in Düsseldorf festgenommen und in der Folge zu eineinhalb Jahren Festungshaft verurteilt, die er bis zum 29. Dezember 1932 in der Strafanstalt Groß-Strelitz verbüßte.
Als Mitglied der illegalen KPD-Bezirksleitung Berlin-Brandenburg kämpfte Conrad Blenkle ab 1933 gegen die nationalsozialistische Herrschaft und emigrierte Anfang 1934 zunächst nach Saarbrücken, dann nach Amsterdam. 1936 war er nach Bremen zurückkehrt und unterstützte als Instrukteur der Abschnittsleitung Nord der KPD die Gruppe aus dem Arbeiterwiderstand, die sich dort um Klaus Bücking und Gustav Böhrnsen gebildet hatte. Er hatte dadurch auch Kontakt zu der Widerstandsgruppe um Heinz Strelow in Hamburg.
1937 wechselte Blenkle über Paris nach Zürich. In der Schweiz wurde er am 23. November 1937 festgenommen und nach Frankreich ausgewiesen. Ab 1938 organisierte er dann als Funktionär der Abschnittsleitung Nord der KPD in Dänemark den Widerstand in Deutschland.
Am 16. Dezember 1941 nach der deutschen Besetzung Dänemarks von der dänischen Polizei verhaftet, wurde Blenkle an die Gestapo in Hamburg überstellt und bis Juli 1942 als „Schutzhäftling“ im Gefängnis Fuhlsbüttel festgehalten. Am 25. November 1942 sprach der Volksgerichtshof das Todesurteil über Blenkle wegen Vorbereitung zum Hochverrat aus. Das Urteil wurde am 20. Januar 1943 im Strafgefängnis Berlin-Plötzensee vollstreckt.

## Ehrungen

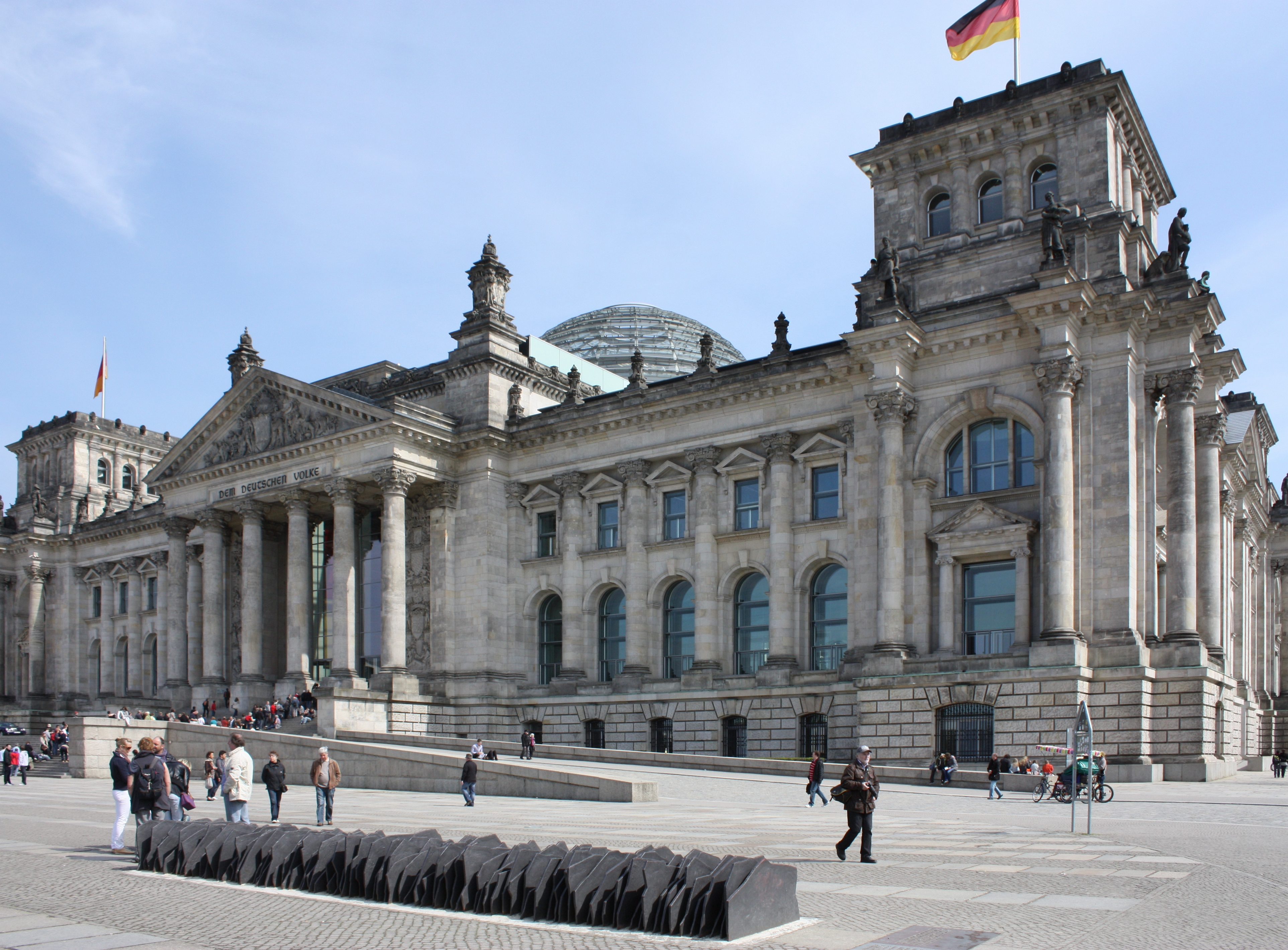
Gedenktafeln am Reichstag

- Am 8. Juni 1948 gründete der Zentralrat der FDJ im Gebäude der ehemaligen Flieger-Technischen Vorschule der HJ Bärenklau die Conrad-Blenkle-Schule zur Kaderausbildung. Am 1. Juli 1961 wurde sie zur "Außenstelle Bärenklau" der Jugendhochschule „Wilhelm Pieck“ am Bogensee umfirmiert[4]
- Am 4. September 1979 wurde die Thorner Straße im Berliner Stadtbezirk Prenzlauer Berg in Conrad-Blenkle-Straße umbenannt.[5]
- Die Deutsche Post der DDR gab 1981 zu seinen Ehren eine Sondermarke in der Serie Persönlichkeiten der deutschen Arbeiterbewegung heraus.
- In Berlin-Köpenick wurde die 5. POS „Conrad Blenkle“ nach dem Widerstandskämpfer benannt.
- Dem Grenzregiment 9 in Meiningen (Bez. Suhl) wurde am 1. Dezember 1987 der Ehrenname „Conrad Blenkle“ verliehen.[6]
- Die 17. Volkspolizei-Bereitschaft der DDR trug den Namen „Conrad Blenkle“
- In Stralsund wurde eine Jugendherberge nach Blenkle benannt.
- Seit 1992 erinnert in Berlin in der Nähe des Reichstags eine der 96 Gedenktafeln für von den Nationalsozialisten ermordete Reichstagsabgeordnete an Blenkle.